# 노해출장소
노해출장소(蘆海出張所)는 양주군 노해면 일원이 서울로 편입된 1963년 1월 1일부터 도봉구가 신설되기 직전인 1973년 6월 30일까지 현재의  도봉구, 노원구 지역 및 강북구의 일부를 관할하던 성북구청 산하의 출장소이다. 당시 이 사무소는 지금의 서울특별시 도봉구 창동에 위치해 있었다.

## 역사
- 1963년 1월 1일 : 양주군 노해면 이 서울특별시 성북구에 편입되었으며 동시에 구. 노해면 지역을 관할로 하는 성북구청 노해출장소가 설치되었다.

| 행정동 | 관할 법정동            |
| ------ | ---------------------- |
| 창동   | 창동, 쌍문동           |
| 도봉동 | 도봉동, 방학동         |
| 노원동 | 상계동, 중계동, 하계동 |
| 태릉동 | 공릉동, 월계동         |

- 1970년 5월 18일 : 창동에서 쌍문동 분동

| 행정동 | 관할 법정동            |
| ------ | ---------------------- |
| 창동   | 창동                   |
| 쌍문동 | 쌍문동                 |
| 도봉동 | 도봉동, 방학동         |
| 노원동 | 상계동, 중계동, 하계동 |
| 태릉동 | 공릉동, 월계동         |

- 1973년 7월 1일 : 도봉구 설치로 폐지